# SimCity 64
SimCity 64 ist eine Wirtschaftssimulation, die exklusiv für das Nintendo 64DD, eine Erweiterung für das Nintendo 64, veröffentlicht wurde.

## Spielprinzip und Technik
Ziel des Spiels ist es, wie in allen anderen Teilen der Reihe als Bürgermeister eine Stadt erfolgreich aufzubauen und zu entwickeln. SimCity 64 ist eine 3D-Version von SimCity 2000 (es ist somit der erste Teil der nahezu komplett in 3D-Grafik läuft), kann aber auch als Nachfolger zum ersten Teil für das Super Nintendo Entertainment System (Veröffentlichung 1991 bzw. 1992) verstanden werden. Unter anderem ist auch wieder der Berater, Dr. Wright, vorhanden und wartet mit mehr oder weniger nützlichen Tipps bzw. Hinweisen auf.
Es ist möglich, einen in Mario Artist: Paint Studio erstellten Charakter zu importieren. Weiterhin ist es möglich, die Stadt aus der Egoperspektive zu erkunden und mit Einwohnern zu sprechen. Mittels eines Hubschraubers ist dies ebenfalls möglich, ähnlich wie bei SimCopter.

## Produktionsnotizen
SimCity 64 wurde von HAL Laboratory entwickelt und durch Nintendo vertrieben. Shigeru Miyamoto war als Produzent involviert. Ursprünglich war das Spiel als einer von vier Launch-Titeln des 64DD geplant. Erstmals spielbar war das Spiel auf der Nintendo Space World 1999. Schließlich erschien es ausschließlich in Japan am 28. Februar 2000. Es existiert eine inoffizielle Übersetzung in die englische Sprache.

## Rezeption
Famitsu gab dem Spiel eine Wertung von 31/40 Punkten, IGN 6/10 Punkten.